# Crkolez
Cerkolez en albanais et Crkolez en serbe latin (en serbe cyrillique : Црколез) est un village du Kosovo situé dans la commune/municipalité d'Istog/Istok et dans le district de Pejë/Peć. Selon le recensement kosovar de 2011, elle compte 346 habitants.

## Histoire
Le village est mentionné pour la première fois en 1395, dans une charte rédigée par la princesse Milica qui faisait don de l'église Saint-Jean de Crkolez au monastère Saint-Panteleimon du mont Athos ; construite dans le village en 1355, elle abrite aujourd'hui un important ensemble de fresques et une collection de parchemins et de manuscrits ; en raison de son importance, l'église est inscrite sur la liste des monuments culturels d'importance exceptionnelle de la république de Serbie et sur celle des monuments culturels du Kosovo. Selon le recensement turc de 1485, la localité comptait 47 maisons serbes, dont celle du pope.

## Démographie

### Évolution historique de la population dans la localité
| 1948 | 1953 | 1961 | 1971 | 1981 | 1991 | 2011 |
| ---- | ---- | ---- | ---- | ---- | ---- | ---- |
| 503  | 561  | 583  | 651  | 632  | 554  | 346  |

|  |

### Répartition de la population par nationalités (2011)
En 2011, les Albanais représentaient 94,22 % de la population et les Serbes 5,78 %.